# Far Cry Primal
Far Cry Primal je akční dobrodružná videohra s otevřeným světem od Ubisoftu. Hra vyšla 23. února 2016 na PlayStation 4, Xbox One a 1. března téhož roku na Microsoft Windows.

## Děj
Děj hry je zasazen do období mezolitu, asi 10 000 let př. n. l., do země zvané Oros, fiktivního údolí ve Střední Evropě. Zde proti sobě bojují tři znepřátelené kmeny – Udam, Izila a Wenja, jejichž příslušníkem je i hlavní postava celé hry, Takkar. Kromě nich ji ale obývají i mamuti, šavlozubí tygři, vlci, jeskynní medvědi, jeleni, nosorožci nebo jeskynní lvi. Některé z nich je v pozdějším průběhu hry možné si ochočit.